# Budynek biurowy ZREMB we Wrocławiu

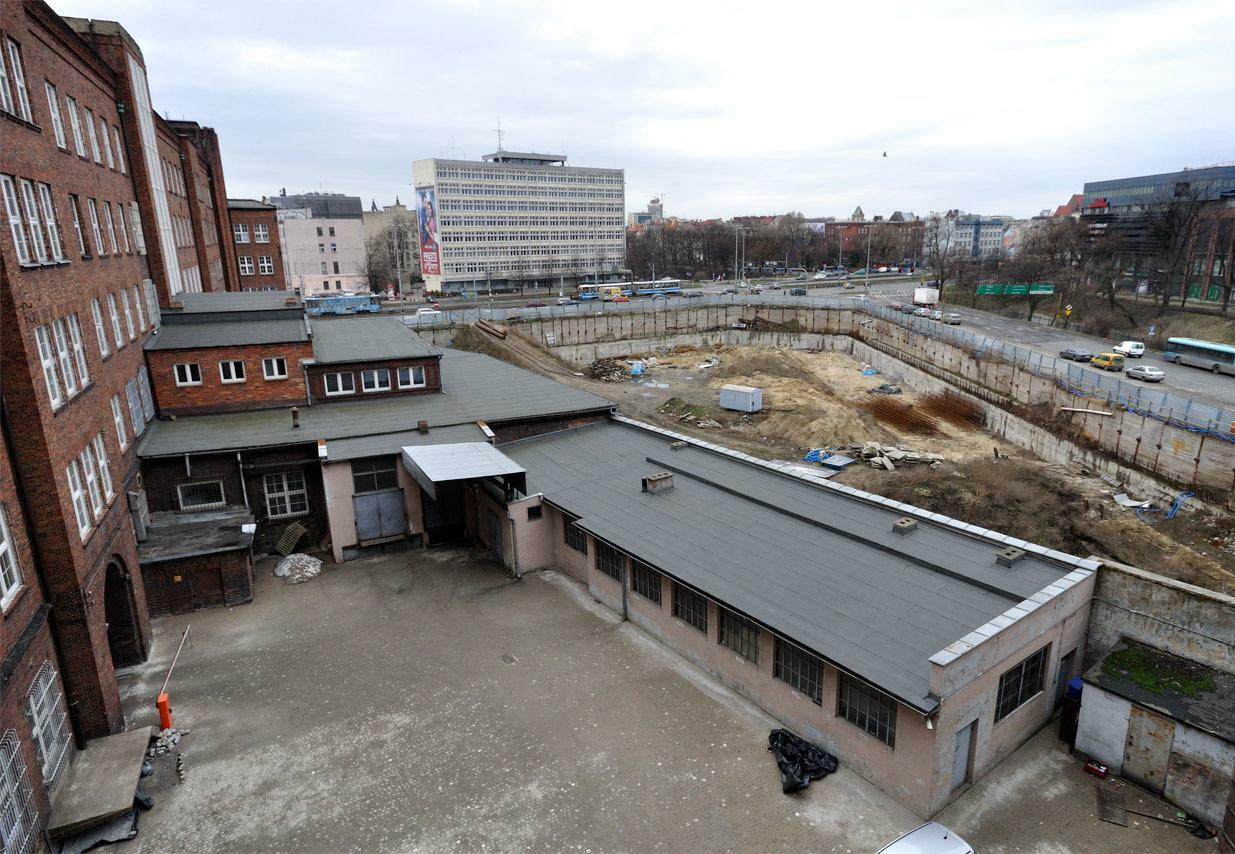
Budowa OVO, po lewej Poczta Główna, za ulicą biurowiec ZREMB

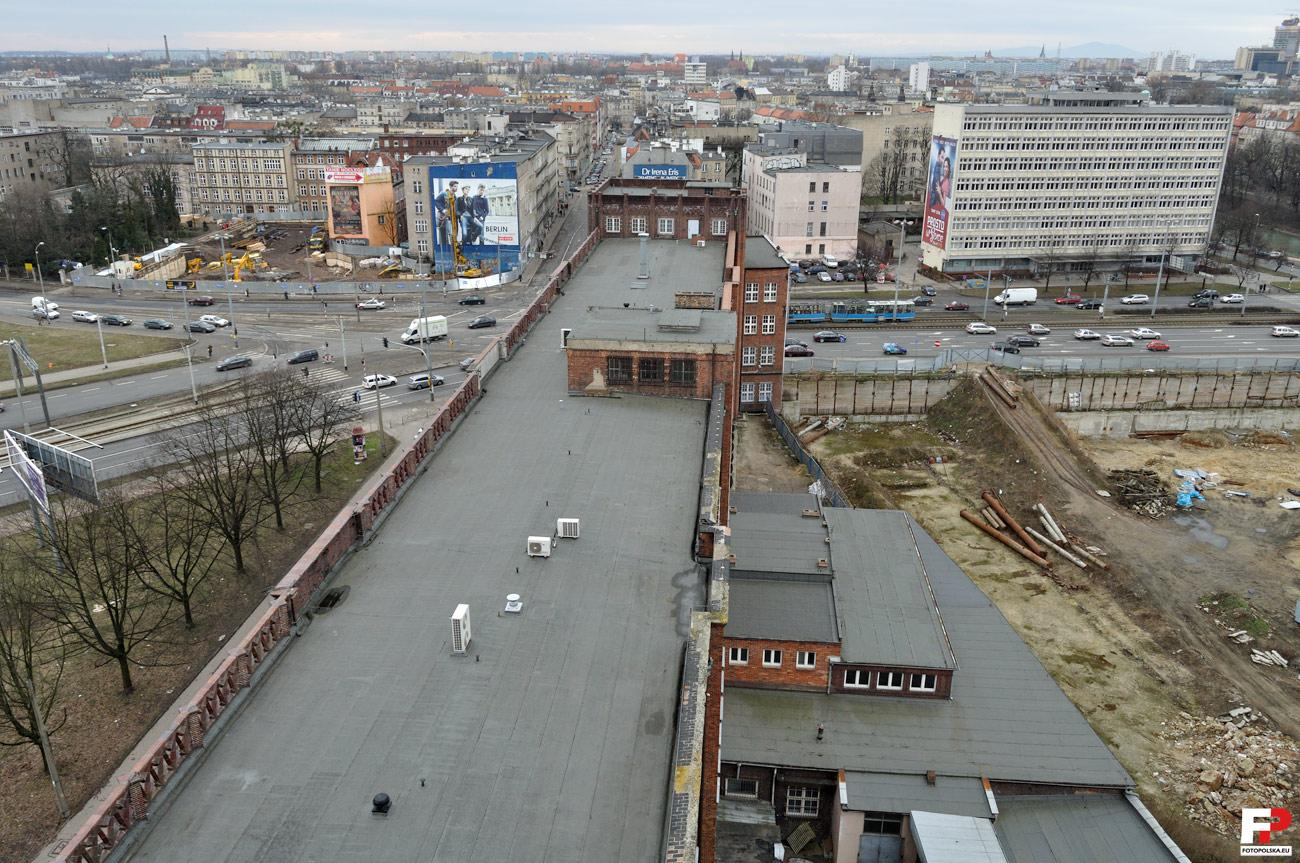
Budynek poczty, po prawej ZREMB

Budynek biurowy ZREMB – budynek położony we Wrocławiu na Przedmieściu Oławskim przy ulicy gen. Romualda Traugutta 1-7, o podstawowej funkcji biurowej. Projekt i budowa zespołu zabudowy obejmowały także oryginalny pawilon pełniący funkcję prototypowni położony przy ulicy Podwale 80. Całość zbudowana została w latach 1968–1971 jako biurowiec dla Wrocławskiego Biura Projektowo-Konstrukcyjnego Maszyn Przemysłu Materiałów Budowlanych ZREMB. Współcześnie należy do firmy Asseco Poland S.A. z siedzibą w Rzeszowie. Projekt budynków powstał w biurze projektowym inwestora. Architekturę zaprojektował Zenon Branowski, konstrukcję Mieczysław Zgódka, wnętrza Maria Lasota-Chorąży, a wykonawcą było Wrocławskie Przedsiębiorstwo Budowlane. Budynek biurowy był pierwszym we Wrocławiu wysokim budynkiem zbudowanym w obrębie ścisłego centrum miasta. Wskazuje się i docenia zastosowane w nim oryginalne, ciekawe rozwiązania architektoniczne i konstrukcyjne, pośród których można wymienić między innymi zastosowanie w konstrukcji nośnej ram H o rozstawie 6 m rozmieszczony w układzie poprzecznym, wyjątkowe ukształtowanie elewacji o przestrzennym, rzeźbiarskim charakterze, z kontrastowymi efektami światłocienia, nadbudówkę i taras na dachu, łamany daszek o ściętych krawędziach nad wejściem, a także budynek przeszklonej prototypowni (dziś budynek garażowy). Biurowiec był nominowany do tytułu wrocławskiego „Domu Roku 1971”. W Studium Uwarunkowań i Kierunków Zagospodarowania Przestrzennego z 2010 i 2018 r. budynek został uznany za dobro kultury współczesnej.

## Położenie i najbliższe otoczenie
Budynek biurowy ZREMB położony jest na osiedlu Przedmieście Oławskie we Wrocławiu, a wcześniej w dawnej dzielnicy Krzyki. Jego adres administracyjny przypisany do budynku to ulica gen. Romualda Traugutta 1-7 . Oprócz budynku głównego na kompleks składają się jeszcze dwa budynki – pawilony – współcześnie o funkcji garażu jednopoziomowego z przypisanym odrębnym adresem: ulica Podwale 80 .
Budynek biurowy położony jest wzdłuż wyżej wymienionej ulicy i zwrócony jest do niej elewacją północną, tworząc jej południową pierzeję w układzie zbliżonym do kierunku równoleżnikowego. Od jezdni oddalony jest o około 16 m. Znajduje się tu chodnik i pas zieleni w formie trawnika ze szpalerem drzew. Zachodni szczyt budynku oraz budynki garażowe położone są od strony ulicy Podwale, która przebiega nad fosą miejską. Budynki garażowe przylegają do kamienic tworzących wschodnią pierzeję ulicy Podwale. Natomiast wschodni szczyt budynku skierowany jest ku powstałemu w latach 2020–2021 budynkowi o nazwie Studio Plac Dominikański położonemu przy narożniku skrzyżowania ulicy gen. Romualda Traugutta i ulicy Zygmunta Krasińskiego o adresie ulica gen. Romualda Traugutta 9-11 i Zygmunta Krasińskiego 13a. Południowa elewacja budynku zwrócona jest na teren działki, na której posadowiony jest biurowiec i dalej ku wnętrzu bloku urbanistycznego ograniczonego ulicami: gen. Romualda Traugutta, Podwale, Zygmunta Krasińskiego oraz Skwerem Zygmunta Krasińskiego. Po przeciwnej, północnej stronie ulicy gen. Romualda Traugutta, w kwartale ulic położony jest blok zabudowy składający się ze współczesnego budynku Ovo Wrocław oraz zabytkowego budynku poczty – Gmach Poczty Czekowej Rzeszy, obecnie Gmach Poczty oraz Muzeum Poczty i Telekomunikacji.

## Architektura

### Opis ogólny architektury
Styl architektoniczny w jakim został zaprojektowany i zbudowany budynek biurowy określany jest jako modernistyczny z abstrakcyjnym detalem architektonicznym. Zwraca się przy tym uwagę, że przyjęte rozwiązania wskazują na inspirację projektanta nurtem w architekturze określanym jako brutalizm, co ma wynikać z nadaniu konstrukcji roli nadrzędnej przy równoczesnym stworzeniu z niej rzeźbiarskiej kompozycji oraz wykorzystania kontrastu pomiędzy betonem a szkłem. Można znaleźć opinie o wpływie na projekt dzieł wybitnego japońskiego architekta Kenzō Tange. Ponadto podawane są opinie, że w architekturze budynku można dostrzec nawiązania do Jednostki Marsylskiej Le Corbusiera . Wśród wyróżniających cech obiektu wymienia się między innymi wyjątkowo ciekawą, szkieletową elewację opartą na powtarzalnym module, nadbudówkę i taras na dachu, łamany daszek nad wejściem głównym oraz przeszklony pawilon prototypowni .
Jest to budynek wolnostojący, z wejściem głównym od strony ulicy oraz z wejściem gospodarczym od strony podwórza. W rzucie prostokątnym budynek ma kształt wydłużonego prostokąta z dłuższym bokiem o długości 54,54 m, tworzącym fasadę, ulokowanym wzdłuż ulicy. Budynek ma dziewięć kondygnacji nadziemnych (7 pięter – 8 kondygnacji i nadbudówka) oraz jedną podziemną. Dach nad ósmą kondygnacją przy nadbudówce, stanowiącej kondygnację dziewiątą, zaprojektowano jako taras przeznaczony do wypoczynku i integracji. Pierwotnie został więc wyłożony płytkami (współcześnie zastąpionymi papą, co skutkuje wyłączeniem z pierwotnego przeznaczenia).
Należy niestety zauważyć, że późniejsze prace modernizacyjne i remontowe, częściowo zmieniły charakter budynku oraz wskazanych wyżej unikalnych i wartościowych cech. Szczególnie negatywy wpływ na architekturę obiektu miało wprowadzenie w elewacjach białych, plastikowych profili okiennych o większej niż pierwotne szerokości, zmiana okien jednoskrzydłowych na dwuskrzydłowe, rezygnacja z marblitu na rzecz ocieplenia z wyprawą elewacyjną, oraz wprowadzenie nieco jaśniejszej kolorystyki elewacji w stosunku do pierwotnej.

### Rzut i bryła
Biurowiec w rzucie prostokątnym na płaszczyznę ziemi ma kształt wydłużonego prostokąta. Wejście główne i trzon komunikacyjny umieszczone są w osi symetrii dłużnych boków w centralnej części budynku. Budynek określa się jako wysoki, a jego bryłę jako zwartą. Fasada i ściana tylna rozwiązane zostały podobnie, ale z pewnymi różnicami, natomiast ściany szczytowe są w stosunku do bryły wąskie i bezokienne. Budynek posiada piwnice. W celu doświetlenia tej kondygnacji wykonano przy budynku obniżenie terenu umożliwiające umieszczenie w elewacjach okien także na tym poziomie.

### Elewacje

#### Opis ogólny elewacji
Elewacje budynku biurowego ocenia się jako wyjątkowo ciekawą i cenną. Jest to szkieletowy układ oparty na powtarzalnym module dający, szczególnie w słoneczne dni, efekt gry światła i cienia pogłębionego polami marblitu, czyli nieprzezroczystego, grubego szkła walcowanego, oraz przyciągającego uwagę wspomnianego wyżej kontrastu pomiędzy betonem a szkłem  . W przyziemiu zaś wykonano cokół z otoczaków.
Opisane wyżej efekty wizualne elewacji zostały niestety w znacznym stopniu zredukowane po wykonanej modernizacji i remoncie budynku. Zastąpiono wówczas marblit ociepleniem styropianowym z wyprawą elewacyjną malowaną na kolory jasnoszare, oraz zastąpiono jednoskrzydłowe okna z dużymi taflami szkła umieszczonymi w cienkich ramkach aluminiowych, zwykłymi oknami PCW, dwuskrzydłowymi z grubymi, białymi profilami okiennymi. Ponadto nowa kolorystyka całej elewacji – kolory jasnoszare i jasnożółte – jest jaśniejsza niż pierwotna. W oczywisty sposób zaburzyło to opisane efekty architektoniczne znacznie obniżając walory zaprojekowanej i wykonanej niegdyś elewacji . W przyziemiu wykonano okładzinę z płytek elewacyjnych imitującą mur ceglany.

#### Fasada i elewacja południowa
Fasada budynku stanowi jego elewację północną położoną od strony ulicy z wejście głównym przykrytym charakterystycznym, łamanym daszkiem. Została zaprojektowana jako symetryczna o wertykalnej kompozycji z wyraźnymi, głębokimi, reliefowymi podziałami . W osi symetrii usytuowano wspominane wejście, przy którym dobudowano w późniejszym czasie pochylnię przeznaczoną dla osób niepełnosprawnych. Parter budynku i przyziemie zostało cofnięte względem lica wyższych kondygnacji, a przy samym budynku wykonano obniżenie terenu, przez co wysunięta część wejściowa wymagała nadwieszenia. Przed wejściem wykonano schody oraz wspomnianą pochylnię. Daszek nad wejściem wykonano jako betonowy, o kształcie łamanym, ze ściętymi krawędziami, przypominającym kryształ. Elewacja kondygnacji od 2 do 8 wykonana została jako osiemnastoosiowa z powtarzalnym rytmem wyznaczanym przez słupy konstrukcyjne i słupki międzyokienne, o prostokątnym module , ze ściankami podokiennymi na wysokość 1/4 modułu. Okna zostały ujęte w asymetryczne obramowanie na które składa się pozioma belka umieszczona w 3/4 wysokości modułu oraz pionowy słupek umieszczony w 2/3 szerokości modułu. Dziewiątą kondygnację stanowi nadbudówka cofnięta względem lica budynku z szerokim daszkiem na całej jej długości podpartym dwoma filarami. Wokół dachu wykonano murek cofnięty względem obrysu kondygnacji niższej, pełniący również funkcję balustrady. Elewacja tylna, południowa analogiczna na kondygnacjach od 2 do 8 jak elewacja północna. Pewne różnice można dostrzec na parterze i przyziemiu, również cofniętych względem wyższych kondygnacji, oraz w nadbudówce, która w tym przypadku licuje się z niższymi piętrami i powtarza opisane moduły elewacji.

#### Elewacje szczytowe
Elewacjami szczytowymi budynku biurowego są elewacje wschodnia i zachodnia. Obie są wąskimi, bezokiennymi poza parterem ścianami budynku, z prostokątnymi podcięciami z dwóch stron wynikającymi z cofnięcia parteru i przyziemia fasady (elewacji północnej) oraz elewacji południowej, tworzącymi podcień. Krawędzie górne tych elewacji są wysunięte ponad poziom dachu, lekko ścięte. Na wysokości parteru elewacji zachodniej znajduje się jedno okno. Ta elewacja łączy się z murem biegnącym pomiędzy budynkiem biurowym a pawilonem. Ściany te były okresowo używane do eksponowania wielkoformatowych reklam, szczególnie na ścianie zachodniej z dobrze widoczną reklamą z placu Dominikańskiego. Takie jednak ich wykorzystanie spotyka się z negatywnym oddźwiękiem. Zaburza ono estetykę i walory nie tylko samego obiektu, ale otoczenia podlegającego różnorodnej ochronie opisanej dalej. Stąd kreowane są postulaty nie tylko zaniechania tej działalności, ale także podjęcia prac nad nadaniem tym elewacjom odpowiedniej aranżacji dostosowanej do wysokiej klasy artystycznej obiektu i prestiżowej jego lokalizacji.

### Wnętrza
Układ wnętrz parteru determinowany jest wejściem położony w osi symetrii fasady budynku, za którym znajduje się hall z portiernią i dalej trzon komunikacyjny z klatką schodową i windą oraz wejście tylne od strony terenu posesji. Patrząc od strony wejścia głównego lewe skrzydło budynku zagospodarowane jest na biura, a prawe urządzono jako większą przestrzeń typu open space. Wyższe kondygnacje posiadają oczywiście podobny układ wynikający z umiejscawiania trzonu komunikacyjnego przy czym po obu jego stronach występuje podział na biura lub w większych przestrzeniach wydzielenia na wyodrębnione boksy i pokoje. Winda dojeżdża do 7 piętra. Na 9 kondygnację prowadzą tylko schody. Nadbudówka posiada dwa wyjścia na dach. Urządzono tu magazyn posiadający odrębne wejście , choć wcześniej była użytkowana jako pracownia fotograficzna .

### Pawilon
Jednokondygnacyjny budynek pawilonu został zbudowany na planie kwadratu, bez podpiwniczenia. Posiada w elewacji zachodniej duże przeszklenie obejmujące 2/3 powierzchni wykonane w profilach aluminiowych. Ukształtowana została jako trójosiowa z szerokim gzymsem koronującym. Natomiast od wschodu znajdują się szerokie, łamane drzwi umożliwiające wejście i wjazd do budynku. Elewacja północna bez okien i drzwi, a na południu budynek łączy się z mniejszym budynkiem garażowym. Dach został ukształtowany jako lekko wklęsły. Pierwotnie budynek użytkowano jako prototypownię i warsztat, a obecnie jako garaż. W budynku znajduje się jedna duża przestrzeń zaburzona tylko dwoma słupami konstrukcyjnymi .

## Konstrukcja i rozwiązania techniczno-materiałowe
Budynek został zaprojektowany i wykonany pod względem konstrukcyjnym jako szkieletowy z żelbetowych, prefabrykowanych elementów w postaci ram H. Ramy te zostały zamontowane w układzie poprzecznym budynku, przy rozstawie osi konstrukcyjnych wynoszącym 6 m, co przy 10 osiach ich montażu oznacza podparcie dla 9 przęseł stropów. Takie rozmieszczenie daje łączny wymiar w skrajnych osiach wynoszący 54 m. Każda z ram posiadała po dwa wsporniki. Stropy wykonano z typowych, prefabrykowanych płyt kanałowych. W trzonie wykonano klatkę schodową z szybem windy oraz prefabrykowanymi biegami schodowymi. Przed wejściem wykonano betonowy daszek o kształcie łamanym. Opisana konstrukcja posadowiona została na fundamentach pośrednich w postaci pali. Do tak ukształtowanej konstrukcji zamontowano prefabrykowane ściany osłonowe, wielkowymiarowe, z gotową fakturą zewnętrzną. Do wysokości parapetów wypełnione były ściankami kurtynowymi z marblitu i waty szklanej, później niestety przesłonięte ociepleniem z płyt styropianowych i wyprawą elewacyjną. Natomiast ściany szczytowe wymurowano z cegły silikatowej i ocieplono styropianem. Stropodach wykonany został jako wentylowany i ocieplony. Do pokrycia dachowego użyto pierwotnie płytek, a później papy. W budynku wykonano instalacje: elektryczną, teletechniczną, wodno-kanalizacyjną, centralnego ogrzewania, klimatyzacji.
Budynki pawilonu wykonano jako szkieletowe, żelbetowe, przykryte lekko wklęsłą płytą żelbetową z pokryciem papą .

## Teren zewnętrzny
Współcześnie obiekty położone są na dwóch działkach ewidencyjnych, których pola powierzchni wynoszą odpowiednio  2 641 m² i 639 m², co łącznie daje 3 280 m². W obu przypadkach działkom przypisano klasoużytek jako Bi – Inne tereny zabudowane. Oprócz samej zabudowy działki obejmują położony we wnętrzu kwartału teren utwardzony oraz teren zieleni z drzewami. W ramach posesji wykonano tereny utwardzone obejmujące drogę wewnętrzną, z włączeniem do drogi publicznej – ulicy gen. Romualda Traugutta, położoną pomiędzy omawianym budynkiem pod numerem 1-7, a budynkiem 9-19, umożliwiającą dojazd do opisanych budynków garażowych oraz innych posesji wewnątrz kwartału, a także chodniki. Droga posiada nawierzchnię betonową, a w końcowym odcinku bitumiczną. Chodniki wykonano z kostki prefabrykowanej. Można także wspomnieć, że część ogólnodostępnego chodnika przy ulicy Podwale znajduje się w obrębie opisanych działek gruntu.

## Historia
W pierwszej połowie lat 60. XX wieku podjęto decyzję o budowie nowego budynku biurowego dla Wrocławskiego Biura Projektowo-Konstrukcyjnego Maszyn Przemysłu Materiałów Budowlanych ZREMB. Była ona podyktowana koniecznością zwiększenia zatrudnienia w biurze konstrukcyjnym związanym z gwałtownym rozwojem prefabrykacji i mechanizacji przy wykonywaniu robót budowlanych. Decyzję o lokalizacji szczegółowej obiektu wydał Główny Architekt Miasta Wrocławia Zbigniew Bodak w dniu 23.11.1964 r. Projekt został sporządzony przez zatrudnionych u inwestora bezpośredniego pracowników. W 1965 r. powstał projekt wstępny, różniący się od późniejszego podlegającego realizacji, gdyż budynek w rzucie miał kształt litery V oraz posiadał klatkę schodową w wyodrębnionej bryle. Ze względów oszczędnościowych zaproponowaną koncepcję zmieniono w taki sposób aby uprościć budowę i obniżyć w ten sposób wydatki na budowę. Nowa koncepcja odpowiadająca przyjętym rozwiązaniom powstała w 1967 r., a w 1968 r. powstał projekt techniczny. Budowa rozpoczęła się w listopadzie 1969 r., a prowadziło ją Wrocławskie Przedsiębiorstwo Budowlane  . Zakończenie robót nastąpiło w grudniu 1971 r.  
W pawilonie do końca lat 80. XX wieku działały prototypownia i warsztat, a później funkcję budynku zamieniono na garaż . W latach 1998–2002 przeprowadzono generalny remont budynku.
Współcześnie właścicielem obiektu jest firma Asseco Poland S.A. z siedzibą w Rzeszowie  .

## Ocena i oddźwięk
Po zakończeniu budowy w grudniu 1971 r., w 1972 r. budynek został nominowany do tytułu wrocławskiego „Domu Roku 1971” w plebiscycie ogłoszonym przez Słowo Polskie  . W studium uwarunkowań i kierunków zagospodarowania przestrzennego dla Wrocławia z 2010 r., jak i w kolejnym z 2018 r., budynek został uznany za dobro kultury współczesnej, zgodnie z zaleceniem zawartym w opracowanej obiektu karcie ewidencyjnej zabytków architektury i budownictwa.
Sam obiekt w skali Wrocławia oceniany jest jako wyjątkowy z kilku względów. Przede wszystkim był to pierwszy wysoki budynek wzniesiony po II wojnie światowej w obrębie ścisłego centrum miasta. W ocenie niektórych autorów rozpoczął proces wyznaczenia wielkomiejskiego charakteru tego rejonu, ze szczególnym wskazaniem na obszar placu Dominikańskiego (ówcześnie plac Feliksa Dzierżyńskiego), gdyż był to czas licznych opracowań i konkursów zamierzających do wybrania koncepcji zagospodarowania tej części ścisłego centrum. Przy tym budynek biurowy wraz z planowanym drugim biurowcem miał spełnić rolę parawanu wobec chaotycznej zabudowy położonej po jego południowej stronie dającego możliwość uporządkowania architektonicznego okolicy. Kolejnym wyznacznikiem wyjątkowości obiektu są wyżej opisane zastosowane w nim rozwiązania architektoniczne i konstrukcyjne. Uzupełniając te informacje można dodać, iż jest to jeden z najciekawszych budynków użyteczności publicznej tamtych czasów. I podkreślenia wymaga kolejny fakt świadczący wyjątkowości obiektu, iż mimo tamtych czasów okresu Polskiej Rzeczypospolitej Ludowej, że architekci wrocławscy zdecydowanie potrafili tworzyć projekty na ówcześnie nowoczesnym poziomie światowym, a nawet wprowadzać koncepcje, które na świecie znajdują uznanie dopiero w latach późniejszych, takie jak taras wypoczynkowo-integracyjny na dachu. Budynek oceniany jest jako obiekt o wysokiej klasie artystycznej położony w prestiżowej lokalizacji. Uznaje się, że obiekt prezentuje przemyślaną i oryginalną kompozycję, ma dobre proporcje i nowoczesną formę . Budynek stanowi dominantę architektoniczną.
W 2010 r. stan zachowania obiektu i jego stan techniczny oceniano jako dobry, ze wskazaniem na kilka drobnych mankamentów.
Można także wspomnieć, że projekt tego budynku, po pewnych modyfikacjach dotyczących głównie fasady poprzez zastosowanie poziomych pasów lustrzanych szyb i okładziny aluminiowej, został wykorzystany do budowy innego budynku we Wrocławiu, a mianowicie siedziby Budopolu przy ulicy Racławickiej 15/19 .

## Ochrona
Obiekt znajduje się na terenie Przedmieścia Oławskiego wpisanego jako obszar do rejestru zabytków dnia 20.06.2005 r. decyzją o wpisie nr 538/A/05. W ramach wskazanego obszaru ochronie podlega przede wszystkim układ przestrzenny kształtowany od XIII do XIX wieku, wraz z archeologicznymi nawarstwieniami kulturowo-osadniczymi. Samo miasto włączyło ten obszar jako cenny i wymagający ochrony do parku kulturowego – Parku Kulturowego „Stare Miasto”, który zakłada ochronę krajobrazu kulturowego oraz uporządkowanie, zachowanie i właściwe kształtowanie krajobrazu kulturowego i historycznego charakteru najstarszej części miasta 
W 2010 r. opracowano dla obiektu na zlecenie Gminy Wrocław kartę ewidencyjną zabytków architektury i budownictwa (kartę białą nr 11671). Obiekt został uwidoczniony na geoportalu Narodowego Instytutu Dziedzictwa, pozycja PL.1.9.ZIPOZ.NID_E_02_BK.206659 (nie był jednak w marcu 2022 r. ujęty w udostępnionym przez Wojewódzki Urząd Ochrony Zabytków we Wrocławiu wojewódzkim wykazie zabytków  ani udostępnianym przez Urząd Miejski Wrocławia zestawieniu gminnej ewidencji zabytków Miasta Wrocławia z czerwca 2021 r. , czy na wrocławskim geoportalu, ale na wspomnianym wyżej geoportalu NID opisany jest jako ujęty w ewidencji zabytków).
W wyżej opisanej karcie ujęto zalecenie wpisania obiektu do kategorii dóbr kultury współczesnej. Zgodnie z tym zaleceniem obiekt podlega ochronie na zasadach przewidzianych dla dóbr kultury współczesnej, jako że został uwzględniony w tym zakresie w studium uwarunkowań i kierunków zagospodarowania przestrzennego dla Wrocławia zarówno z 2010 r., jak i z 2018 r.

## Wybrane parametry i charakterystyka
Budynek biurowy ZREMB:
- charakterystyka:
  - Kategoria: budynek publiczny[60]
  - główna funkcja budynku: siedziba firmy lub firm (1220.Sf)
  - rodzaj wg Klasyfikacji Środków Trwałych: b – budynki biurowe (105)
  - klasa budynku: b – budynki biurowe (1220)[6]
- parametry:
  - liczba kondygnacji nadziemnych: 9[6] (7 pięter – 8 kondygnacji i nadbudówka[23])
  - liczba kondygnacji podziemnych: 1[23]
  - powierzchnia zabudowy: 527 m²[6]
  - szerokość elewacji frontowej: 54,54 m[34]
  - powierzchnia użytkowa: 5 897 m²[26].

Budynki garażowe:
- charakterystyka:
  - główna funkcja budynku: garaż jednopoziomowy (1242.Gr)
  - rodzaj wg Klasyfikacji Środków Trwałych: t – budynki transportu i łączności (102)
  - klasa budynku: t – budynki garaży (1242)
- parametry:
  - liczba kondygnacji nadziemnych: 1
  - powierzchnia zabudowy: 345 m² i 62 m²[11][12].

## Firmy, podmioty, osoby
Firmy, podmioty:
- inwestor naczelny: Zjednoczenie Przedsiębiorstw Remontu Maszyn i Urządzeń Budownictwa ZREMB[20]
- biuro projektów, inwestor bezpośredni, pierwszy właściciel: Wrocławskie Biuro Projektowo-Konstrukcyjne Maszyn Przemysłu Materiałów Budowlanych ZREMB[8] [20]
- wykonawca: Wrocławskie Przedsiębiorstwo Budowlane[20]
- właściciel: Asseco Poland S.A. z siedzibą w Rzeszowie, biuro Wrocław: ulica gen. Romualda Traugutta 1-7[1][8] [43] .

Osoby:
- projektant – architekt: Zenon Branowski[3][8] [20][29][42][64]
- projektant – konstruktor: Mieczysław Zgódka
- projektant – architekt wnętrz: Maria Lasota-Chorąży[8] [20].